# Андрей Керич
Андрей Керич (хорв. Andrej Kerić, нар. 11 лютого 1986, Вінковці) — хорватський футболіст, що грав на позиції нападника.
Виступав, зокрема, за клуб «Цибалія», а також молодіжну збірну Хорватії.

## Клубна кар'єра
Народився 11 лютого 1986 року в місті Вінковці.
У дорослому футболі дебютував 2003 року виступами за команду «Цибалія», в якій провів чотири сезони, взявши участь у 64 матчах чемпіонату. 
Згодом з 2007 по 2018 рік грав у складі команд «Слован», «Спарта» (Прага), «Тепліце», «Тепліце», «Ф91 Дюделанж», «Земплін», «Юнайтед Вікторі» та «Істра 1961».
Завершив ігрову кар'єру у команді «Цибалія», у складі якої вже виступав раніше. Повернувся до неї 2018 року, захищав її кольори до припинення виступів на професійному рівні у 2020 році.

## Виступи за збірні
У 2002 році дебютував у складі юнацької збірної Хорватії (U-16), загалом на юнацькому рівні взяв участь у 30 іграх, відзначившись 2 забитими голами.
Протягом 2007–2008 років залучався до складу молодіжної збірної Хорватії. На молодіжному рівні зіграв у 6 офіційних матчах.